# イサム ブカーリ
イサム ブカーリ（英語：Bukhary Essam、アラビア語： د. عصام بخاري）はエンターテインメント産業、特にアニメ、ゲーム、IPマネジメントに精通し、文化交流、リーダーシップ、マネジメントの分野で豊富な経験を持つ会社経営者、作家、研究者、大学教授。
サウジアラビア王国の皇太子が設立したMiSK財団の子会社であるマンガプロダクションズのCEO。サウジ・リサーチ＆メディアグループ（SRMG）の子会社で、漫画雑誌の出版を手掛けるManga ArabiaのGMで編集長。著作権侵害対策にも積極的に取組みIP価値の向上に貢献する。文化、研究開発、投資に関する様々な民間および公共団体で役員や委員を務める。2008年から2015年まで駐日サウジアラビア王国大使館で文化アタッシェを務めた。サウジアラビアの首都リヤドで発行される新聞アストロラーべ（Astrolabe）でコラムを執筆中。

## 来歴
1978年にサウジアラビア西部のターイフで誕生後、幼少期をサウジアラビアの都市ジェッダで過ごす。
人生と未来に最も大きな影響を与えた人物は両親、特に「野心的」と表現することもある母親で、母親からは常に完璧であることを求められた。母親は常に一番であることをイサムに期待し、最初はクラスの中で、次に学校の中で、そしてサウジアラビア王国の中で、最高のレベルになることを目標とするようになった。
幼少時代の思い出としては、ジェッダ州のパブリックスピーチコンテストで小学1年生でクラスの代表になり、小学2年生で学校の代表になり、校長からは「自分が賭けるダークホース」と期待を受けるなか、優勝をした。1996年の数学オリンピックでサウジアラビア・ジェッダ州で1位を獲得。
日本の早稲田大学に入学し、大学と大学院を卒業。その後博士課程へ進学し、テクノロジー・イノベーションマネジメントの博士号を取得。2006年、2007年に早稲田大学より井深留学生賞を受賞。

## 経歴
早稲田大学博士課程を卒業後、2008年から2015年まで駐日サウジアラビア王国大使館で文化アタッシェとして勤務。外国人外交官として初めて日本の外務大臣表彰を2度受賞。「東京大学ムハンマド・ビン・サルマン未来科学技術センター(MbSC2030)」の実行委員会共同委員長、SNK株式会社の会長付き最高顧問を務める。2024年現在はMiSK財団の子会社であるマンガプロダクションズのCEOと、Manga ArabiaのGM兼編集長を務める。

## マンガプロダクションズでの主な活動
2019年、ブカーリが脚本原案を担当し、東映アニメーションと共同制作したアニメ映画『ジャーニー 太古アラビア半島での奇跡と戦いの物語』（The Journey）のティザートレーラーを第72回カンヌ国際映画祭で発表。
2022年、「ジャーニー」はハリウッドのTCLチャイニーズシアターで封切られオランダのセプティミウス映画祭で「最優秀エクスペリメンタルシネマ賞」を受賞。これはサウジおよびアラブの映画で史上初の受賞だった。
2022年に世界最大の「グレンダイザー」像をサウジアラビアの首都・リヤドに公開し、世界最大の架空のキャラクターの金属製彫刻としてギネス世界記録に認定された。
2023年に「キャプテン翼」の中東・北アフリカにおける独占配信権を獲得。「キャプテン翼」の主人公・大空翼が所属するチームと同名のサッカークラブ「南葛SC」のユニフォームパートナーになった。
2024年、アラブ諸国で人気の「グレンダイザー」のTasaliポテトチップスとのパッケージコラボレーション商品を展開。中東及び世界で「グレンダイザーU」のアニメ配信、ローカライズ、宣伝を担当。
2024年、オリジナルスマホゲーム「アサティール　冒険の物語」が世界で配信開始。
2024年、自身がエグゼクティブプロデューサーとして参加した東映アニメーションとの共同制作アニメシリーズ「アサティール2　未来の昔ばなし」がテレビ東京系列にて日曜朝7時から放送開始。放送直前に東京プレミアを開催。
2024年コーエーテクモゲームスの人気ゲームシリーズ　『真・三國無双 ORIGINS』の中東地域での販売、ローカライズの契約を締結。

## Manga Arabiaでの主な活動
2021年9月、アラブ世界初の10～15歳の子供を対象とする地域に根差した月刊漫画雑誌「マンガアラビア・キッズ」をアラブ諸国で創刊。サウジアラビア教育省との連携により、雑誌はサウジ国内の全小中学校に無料で配布される他、モバイルアプリからも閲覧可能とした。
2021年10月、講談社とライセンス契約を締結し、講談社の人気マンガシリーズのアラビア語圏での独占的な翻訳権を獲得。講談社の人気マンガシリーズで初となるアラビア語版の出版を実現。
2024年4月、模倣品撲滅の取り組みへの協力で、日本の特許庁から感謝状が手渡された。2024年5月、日本法人の子会社「マンガインターナショナル合同会社」を設立。同社の代表に就任。2024年11月、サウジアラビアの2034年FIFAワールドカップ™招致委員会とサウジアラビアサッカー連盟と協力し、ワールドカップ招致への関心を高めることを目的として、漫画作品「2034年を目指せ」を発表。本作品は日本語・アラビア語・英語の3言語に翻訳され、ウェブサイトで無料公開された。

## 取材・インタビュー
- 2024年7月（現代ビジネス） 「日本にとって最も大切な外交官は実は「ONE PIECE」や「グレンダイザー」…中東における「日本のアニメ・マンガ」の意外なパワー」
- 2024年10月（日本経済新聞）　｢サウジ最早オイルでない｣　アニメ会社CEO、日本と連携
- 2024年6月（Branc）「オイルマネーではなく、コンテンツマネーだと思ってほしい」サウジのマンガプロダクションズCEOが語る、中東アニメビジネスの課題と可能性
- 2024年10月（J-CAST）サウジ×日本制作アニメ「アサティール2」放送開始で試写会　サウジ制作CEO「平和へのパスポート」
- 2024年10月（テレ東BIZ）サウジアラビア発アニメが日本放送　「脱石油」で狙うエンタメビジネス【WBS】
- 2025年3月（讀賣新聞オンライン）中東と日本をアニメで結ぶ「マンガプロダクションズ」、サウジ人社長は早稲田出身の元外交官
- 2025年4月（アニメ！アニメ！）「グレンダイザー」に夢中だった少年が、今アニメで世界をつなぐ― サウジアラビアのマンガプロダクションズの挑戦